# Michael Meder
Michael Meder (* 19. September 1614 in Ulm; † 1690 in Stralsund) war ein deutscher Buchdrucker und Verleger.

## Leben
Michael Meder stammte aus einer Ulmer Buchdruckerfamilie. Sein Vater Johann Meder († 17. Juli 1623) aus Lauingen (Donau) wurde ab 1611 als Ulmer Ratsbuchdrucker genannt. Seine Mutter Ursula, geb. Lichtenburger, kam aus dem Elsass.
Michael Meder trat in die Dienste von Joachim Fueß (1577–1634) in Rostock und übernahm nach dessen Tod durch Heirat mit dessen Witwe die dortige Druckerei. 1637 verlegte er die Druckerei nach Stralsund. 1678  brannte seine Werkstatt bei der Belagerung der Stadt durch Kurfürst Friedrich Wilhelm ab. Meder konnte seine Offizin jedoch wieder aufbauen und wurde zum wichtigsten Buchdrucker in der ersten Hälfte der Stralsunder Buchdruckergeschichte.
Meders Schwiegersohn Johann Ernst Ebeling, der einige Zeit in der Mederschen Offizin arbeitete, druckte 1686/87 die ersten Zeitungen in Stralsund.
Der jüngste Sohn Andreas Meder kam bei der Belagerung Stralsunds im Jahre 1715 ums Leben. Danach ging die Offizin in die Hände des bisherigen Gehilfen Georg Christian Schindler über.